# Malcolm Laing

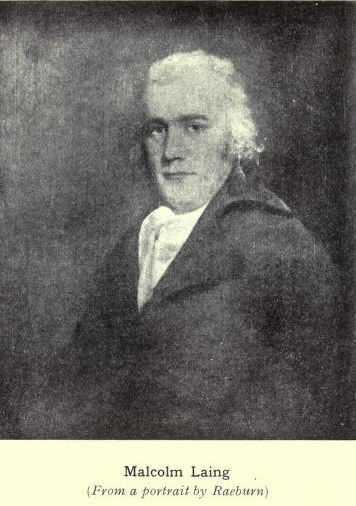
Malcolm Laing

Malcolm Laing (Stronsay, islas Orcadas, 1762 - 6 de noviembre de 1818) fue un historiador y abogado escocés de la Ilustración escocesa, hermano del viajero Samuel Laing y del historiador del arte Gilbert Laing Meason.

## Biografía
Era hijo de Robert Laing y de Barbara Blaw. Tras estudiar en la escuela de Kirkwall, se graduó en derecho en la Universidad de Edimburgo y se unió a la Sociedad Especulativa en 1782. Fue admitido como abogado en 1785 y trabajó como defensor de pobres. En 1790 se le encargó elaborar un censo electoral en las Islas Orcadas en interés del partido Whig. En 1794, con Adam Gillies, defendió a Joseph Gerrald, imputado por sedición. Amigo de sir James Mackintosh, este consideraba que su entrega a las causas sociales en plena Revolución Francesa había ralentizado su carrera legal, aunque lord Henry Cockburn era de opinión contraria. Firmó el manifiesto de la Society of the Friends of the People ("Sociedad de los Amigos del Pueblo") en 1794, y se unió al club whig. 
Compuso un sexto y último volumen para la Historia de la Gran Bretaña de Robert Henry (1793), en deliberada contradicción con el conservadurismo de la obra de este autor, y una Historia de Escocia: de la unión de las coronas a la unión de los reinos (1802), ampliamente documentada y de espíritu liberal muy pronunciado, entre otras obras, entre las que destacan dos Disertaciones históricas y críticas sobre la conspiración de Gowrie y la pretendida autenticidad de los poemas de Ossián (1800). En una segunda edición de 1804, añadió una disertación no menos importante sobre la participación de la reina María I de Escocia en la muerte de Enrique Estuardo, Lord Darnley. En el mismo año editó la Vida e historia del rey Jacobo VI, y en 1805 publicó una edición en dos volúmenes de los poemas de Ossian, Poems of Ossian, containing the Poetical Works of James MacPherson in Prose and Verse, with Notes and Illustrations, defendiendo con numerosas razones que James Macpherson, fallecido en 1796, se había inventado los poemas y al propio vate celta en su juventud, aunque utilizando diversos materiales previos. El 10 de septiembre de ese mismo año se casó con Margaret Dempster Carnegie, hija de Thomas Carnegie y Mary Gardyne.
Laing introdujo la lanera oveja merina en las islas de Eday y Sanday y, amigo personal de Charles James Fox, fue miembro del Parlamento de las Islas Orcadas y Shetland desde 1807 a 1812. Murió el 6 de noviembre de 1818.